# Norrgärdet och Törnbotten
Norrgärdet och Törnbotten var en av SCB avgränsad och namnsatt småort i Mörbylånga kommun i Kalmar län, belägen på västra Öland två kilometer öster om Färjestaden. Den omfattade bebyggelse i de två grannbyarna belägna i Algutsrums socken. Före 2015 avgränsade SCB för denna bebyggelse en småort, som från 2015 räknas som en del av tätorten Algutsrum. 